# Comte Iorga, el vampir
Comte Iorga, el vampir (títol original en anglès Count Yorga, Vampire) és una pel·lícula de vampirs/terror del 1970 escrita i dirigida per Bob Kelljan i protagonitzada per Robert Quarry. Li va seguir una seqüela El retorn del comte Iorga. Ha estat doblada al català.

## Sinopsi
La pel·lícula obre amb la narració per l'actor de caràcter George Macready (el fill del qual Michael va produir la pel·lícula) sobre la superstició dels vampirs mentre veiem un camió que transportava un taüt a Los Angeles.
La pel·lícula després canvia a una sessió espiritista on els implicats intenti posar-se en contacte amb l'esperit de la recentment morta mare d'un dels participants, Donna. És aquí on coneixem al personatge del títol, Iorga (Robert Quarry), que presideix la sessió a casa de Donna i se les arregla per a encantar als altres convidats. Després de la sessió, dos dels convidats, Erica i el seu xicot Paul, ofereixen per a conduir al Comte a casa. En experimentar problemes amb l'acte fora de la mansió de Iorga, els dos es resignen a romandre a la camioneta durant la nit.
Iorga observa a la parella fer l'amor i, a continuació, els ataca, noquejant Paul i mossegant a Erica. L'endemà comença amb Erica menjant-se un gat i actuant molt més agressiva i seductora.
No pren molt per als protagonistes masculins sospitar que un vampir està treballant. Mentre reflexionen sobre l'existència dels morts vivents, Iorga visita a Erica durant la nit, li mossega una vegada més, convertint-la en morta vivent i la porta de tornada a la mansió per a unir-se a les seves altres dues núvies.
Paul va a la mansió de Iorga per a portar-la de tornada, però Iorga l'esperava i fàcilment el sotmet i el mata amb ajuda del seu servent deforme, Brudah. La resta dels personatges restants va de nit a demanar informació del parador de Paul i un d'ells, el Dr. Hayes (Roger Perry), tracta amb Iorga durant la seva visita. Però Iorga desvia fàcilment els trucs verbals de Hayes i aconsegueix hipnotitzar Donna quan els altres no estan mirant.
Durant el dia, Iorga crida Donna i, en un tràngol, ella torna a la seva mansió, on Brudah la viola. Hayes i el nuvi de Donna, Michael, s'adonen que no està i es dirigeixen a la mansió de Iorga quan enfosqueix. Allí se separen i Hayes és confrontat per Iorga novament. Li ofereix la prova que ell és un vampir, portant al desprevingut doctor a un parany en el seu soterrani on estan dormint les seves núvies vampir. Hayes porta Michael fora, les núvies desperten i l'ataquen.
Michael mentrestant, recorre la mansió i troba el cos de Paul i entrar en una confrontació amb Brudah, a qui mata. Mentrestant, a dalt, Iorga reuneix Donna amb la seva mare, qui passa a ser una de les núvies de Iorga. Michael troba Hayes, ensangonat i moribund en el soterrani de Iorga. Amb el seu últim alè, Hayes li diu el parador de Donna a Michael, mentre que Erica i una altra núvia vampir de Iorga intenten atacar-lo.
Michael aconsegueix defensar-se i llavors puja, per a enfrontar a la mare de Donna i a Yorga. Yorga empeny a la seva núvia en l'estaca de Michael i escapa. Michael va darrere d'ell i Iorga gairebé l'ofega fins a la mort, però aconsegueix aturar Iorga amb la seva estaca. Iorga mor i es converteix en pols mentre Michael i Donna miren.
En el seu intent per sortir, es veuen enfrontats a les dues restants núvies. Michael aconsegueix mantenir-les a ratlla amb una Creu i les persegueix fora. Lamentablement, quan ell es dona la volta, Donna, ara transformada en un vampir, l'ataca.
"Superstició?" diu la veu del narrador en l'últim moment de la pel·lícula abans que s'escolti el seu riure en la nit i apareix en la pantalla "Fi", mostrant-nos a un Michael ensangonat i mort.

## Origen
Originalment, la producció anava a ser una pel·lícula porno softcore anomenada Els amors del Comte Iorga, i algunes escenes de la pel·lícula es mostren en la pantalla de títol. L'actor Robert Quarry li va dir a Michael MacReady que interpretaria el paper de vampir si convertien la història en una veritable pel·lícula de terror. Marsha Jordan, l'actriu que va interpretar a la mare de Donna, prèviament havia participat en aquest gènere com Marsha, L'Ama de casa Eròtica.

## Dificultats amb la MPAA
Stephen Farber, en el seu llibre de 1972 "The Movie Ratings Game" detalla els problemes que va tenir el distribuïdor de la pel·lícula, American International Pictures, en l'obtenció d'una classificació GP (anteriorment conegut com a M, més tard rebatejada com PG) de la Motion Picture Association of America, que inicialment va estar dividida quant a si es faria a la pel·lícula una classificació R o X. AIP va insistir que necessitaven una classificació de GP sense restriccions perquè la pel·lícula pogués ser estrenada en el major nombre possible de teatres, sobretot als autocinema.
La pel·lícula va acabar davant la Junta de qualificacions de la MPAA sis vegades abans de ser concedida la classificació GP i dos o tres minuts de contingut violent i sexual van ser finalment retirats per l'AIP. Es van realitzar alteracions en la banda sonora de la pel·lícula per reduir l'impacte de les escenes violentes que van romandre en la pel·lícula. La versió actual en DVD de la MGM porta una classificació PG-13, indicant la possibilitat que algunes de les escenes eliminades poguessin haver estat restaurades.
El tall més evident va ser l'escena en el qual una dona, després d'haver sucumbit a l'ànsia de sang en haver estat mossegada per Iorga, acaba amb el seu gat mort a les seves mans. En la versió per al cinema, l'escena és tan breu que era difícil saber el que estava succeint. Còpies completes de la pel·lícula mostren clarament el gat ensangonat

## Recepció
Variety va escriure que Robert Quarry tenia un "aspecte aristocràticament guapo i juga el paper amb una certa intel·ligència sinistra (i) fins i tot un humor astut que s'adapta a un noi que li porta diversos anys. cent anys", afegint que "El diàleg té un so creïble, i la interpretació dels principals és discreta i convincentment realista." Roger Greenspun de The New York Times va anomenar Robert Quarry "el millor vampir principal que he vist en anys." Gene Siskel del Chicago Tribune la va declarar "la millor pel·lícula de terror de l'any." Kevin Thomas de Los Angeles Times va escriure que "l'escriptor i director Bob Kelljan ha renovat força bé la fórmula... ell i el seu atractiu elenc d'incògnites aconsegueixen convèncer-nos que acompanyem l'hokum durant els 90 minuts ràpids de la pel·lícula." Kenneth Turan del The Washington Post la va anomenar "una pel·lícula de terror tan bona com la que hem tingut durant algun temps" i "90 minuts d'entreteniment extremadament entretingut." Kenneth Thompson de The Monthly Film Bulletin va escriure que "l'actuació sobria i el ritme molt controlat i cada cop més staccato fan d'aquest l'assaig més distintiu del macabre des de La nit dels morts vivents."